# Rágol (kommun)
Rágol är en kommun i Spanien.   Den ligger i provinsen Provincia de Almería och regionen Andalusien, i den södra delen av landet, 400 km söder om huvudstaden Madrid. Antalet invånare är 356. Arean är 27,0 kvadratkilometer. Rágol gränsar till Alsodux.
Terrängen i Rágol är huvudsakligen kuperad, men den allra närmaste omgivningen är platt.